# Zweisimmen
Zweisimmen est une commune suisse du canton de Berne située dans l'arrondissement administratif du Haut-Simmental-Gessenay.
Station de sports d'hiver, Zweisimmen est également prisée pour ses sentiers de randonnée.

## Étymologie
La commune est traversée par la rivière Simme et par l'un de ses affluents : la Petite Simme. Elles lui donnent son nom : Zweisimmen. (zwei signifiant deux en allemand)

## Géographie

Photo aérienne (1957)

Outre le village de Zweisimmen, la commune comprend également les localités de Blankenburg (ancien chef-lieu du district d'Obersimmental), Mannried et Oeschseite.

## Histoire
C'est vers 850 que naît l'agglomération de Zweisimmen qui verra l'ouverture de sa première école en 1608. En 1862, un incendie brûle la moitié des maisons du village. Reconstruit, il se modernise avec la construction du bureau de télégraphe en 1868 et l'introduction de l'électricité en 1900. Dans le cadre du développement du réseau ferroviaire suisse, une liaison ferroviaire vers Montreux est aménagée entre 1902 et 1905.

## Transports
Zweisimmen est relié au reste du pays par trois lignes ferroviaires : la ligne BLS vers Spiez et les lignes MOB vers Gstaad, Château-d'Œx et Montreux et vers Lenk.

## Curiosités
L'église de Zweisimmen est un monument majeur de l'Oberland bernois. La vallée du Simmental fut un lieu de passage important entre le Nord (bassin du fleuve Rhin auquel appartient le lac de Thoune) et le Sud (Valais, bassin lémanique, fleuve Rhône). Des cols escarpés ont depuis toujours desservi ce lieu de passage, notamment le col du Rawil.
L'église de Zweisimmen remonte au XIIe siècle. Elle fut agrandie environ 200 ans plus tard. De 1480 à 1500, cet édifice fut revêtu de peintures murales exceptionnelles, lesquelles furent recouvertes d'un badigeon au moment de la Réforme (1528). C'est grâce à ce badigeon que ces peintures furent sauvées et purent être remises au jour lors des restaurations au XXe siècle. Le cycle pictural de l'église de Zweisimmen est l'un des plus importants connus en Suisse. Le mur Sud est consacré à la vie de la Vierge Marie ; le mur Ouest retrace le couronnement de la Vierge alors que le mur Nord retrace, de manière grandiose, la vie du Christ. On compte en tout 39 panneaux peints selon la technique des peintures appliquées sur un glacis non encore complètement sec (il s'agit donc de peintures murales du XVe siècle). Dans le Simmental, une autre église conserve aussi un ensemble peint de remarquable qualité et de la même époque : il s'agit de l'église du village d'Erlenbach im Simmental. Le chœur de l'église de Zweisimmen est voûté de bois et comporte un riche décor datant de 1500. En façade Ouest extérieure, on remarque également de grandes peintures murales monumentales, avec notamment un grand saint Christophe. Quelques vitraux de la fin du XVe siècle ornent le chœur. Jouxtant l'église de Zweisimmen se dressait une chapelle de cimetière, avec en sous-sol un ossuaire. Pour accéder à la terrasse de l'église, un escalier couvert en bois avait été aménagé. Ce complexe remarquable de Zweisimmen est l'un des mieux conservés en Suisse: il regroupe donc l'escalier couvert d'accès à l'église, l'église proprement dite, la chapelle du cimetière et son ossuaire et enfin le cimetière, le tout protégé par un mur.

## Sources
- Hans von Rütte, « Col du Rawil » dans le Dictionnaire historique de la Suisse en ligne.
- Site de la Paroisse (en allemand) .
- Kirche Zweisimmen BE, par Andres Moser, Bernhard Rothen, Werner Bieri, Schweizerische Kunstführer, Gesellschaft für Schweizerische Kunstgeschichte, Bern, Auflage 1987 (18 pages, en allemand).
- À propos des peintures murales: texte de Vitruve, Ier siècle av. J.-C. : "Quand les couleurs ont été soigneusement appliquées sur le revêtement encore humide, elles ne se détachent plus mais sont fixées pour toujours, et cela parce que la chaux, dépouillée dans les fours de son eau, devenue vide par porosité, comme contrainte par un besoin de se nourrir, absorbe tout ce qui, par hasard, se trouve à son contact (...). Dès qu'elle est redevenue sèche, elle se reconstitue au point de sembler avoir les qualités propres à sa nature".

## Photos: église

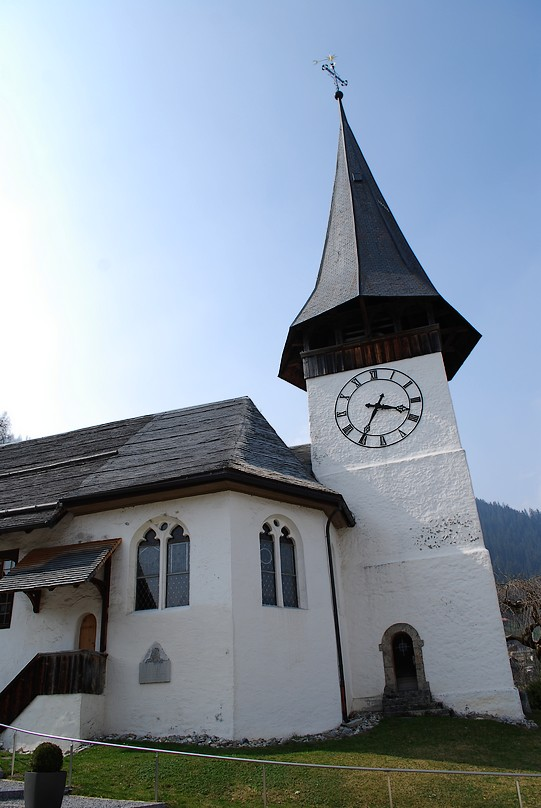
Vue de l'église de Zweisimmen.
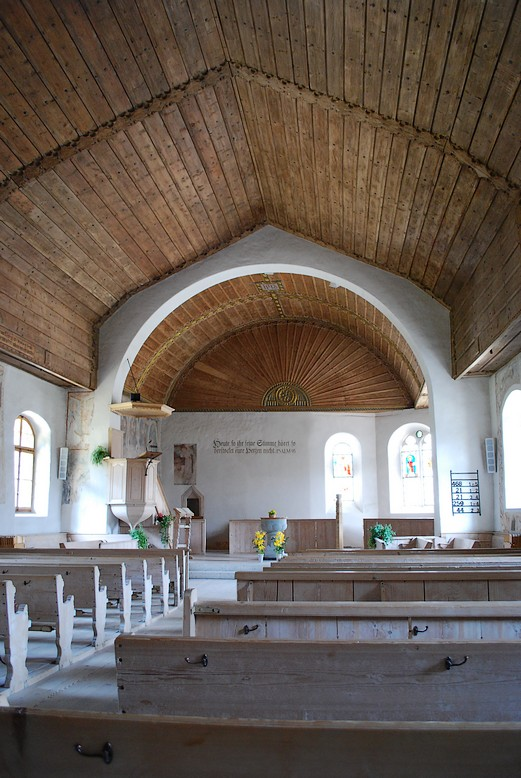
Vue intérieure de l'église de Zweisimmen.
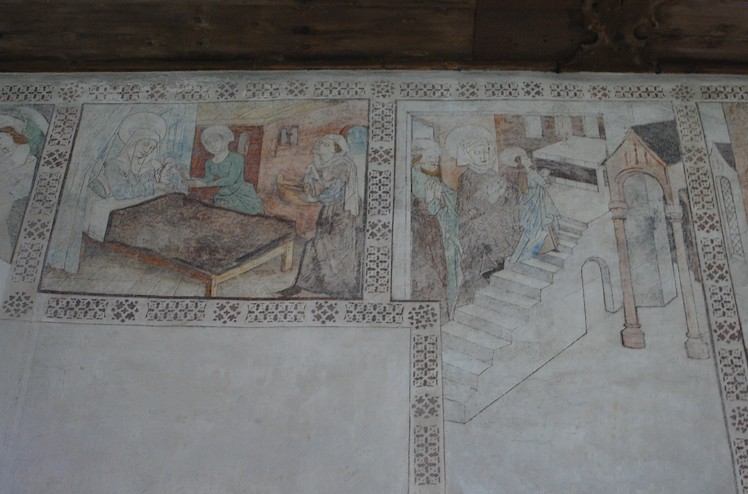
Peinture murale (XVe siècle) : à gauche, naissance de Marie.
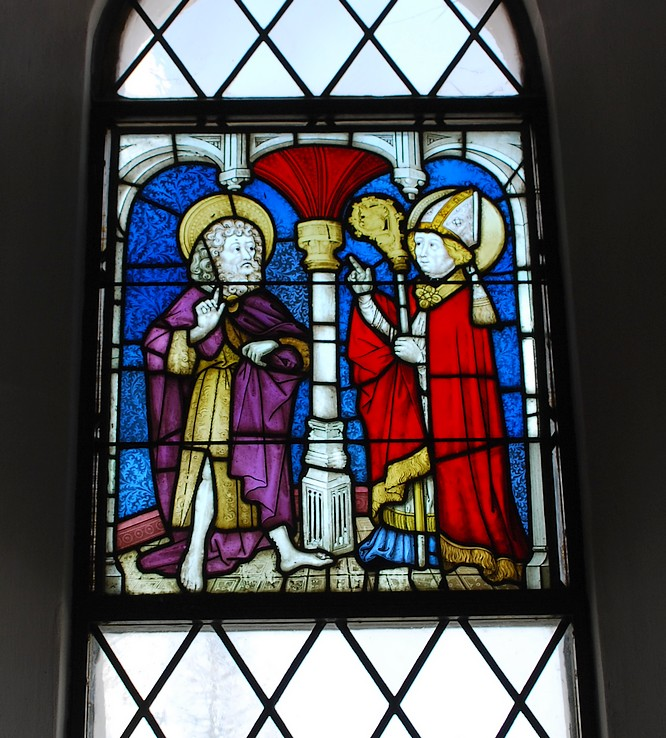
Vitrail du XVe siècle dans le chœur : à gauche, Jean le Baptiste.
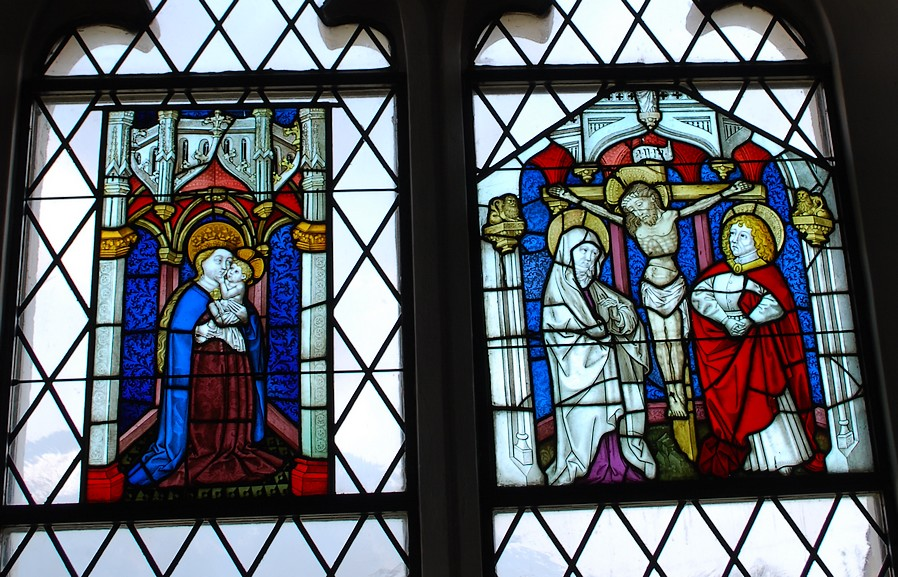
Zweisimmen, vitrail du XVe siècle : Vierge à l'Enfant et une Crucifixion.
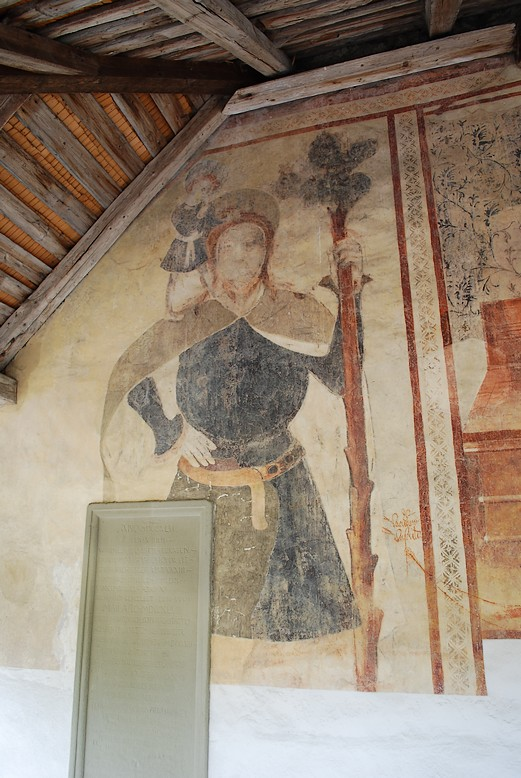
Peinture murale en façade ouest : saint Christophe (XVe siècle).
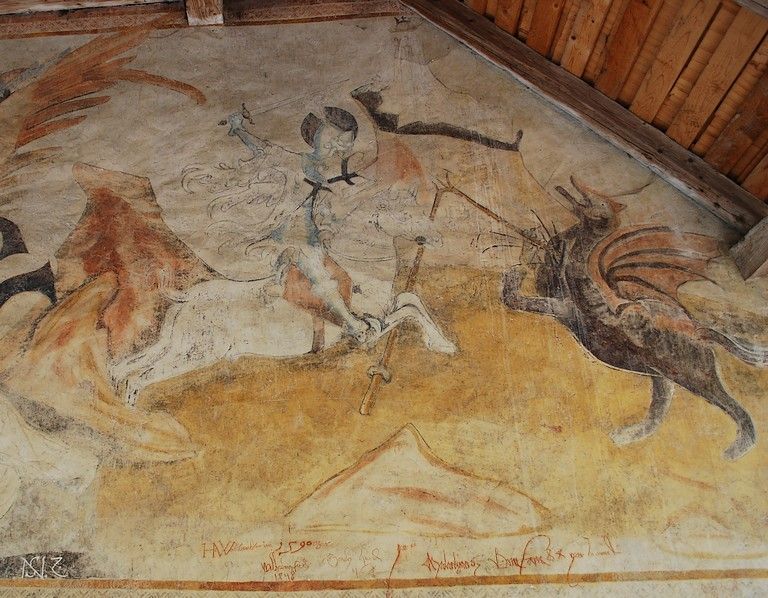
Façade de l'église, Zweisimmen : saint Georges de Lydda tuant le dragon (peinture du XVe siècle, mais une date de 1590 est visible).

## Domaine skiable
Le domaine skiable relie les villages de Zweisimmen avec ses voisins de Sankt Stephan (sud-est), Saanenmöser et Schönried (sud-ouest). Il s'agit du plus vaste sous-domaine relié entièrement skis aux pieds, du regroupement de Gstaad Mountain Rides.
Un télécabine construit en 1987 part de Zweisimmen pour relier le domaine d'altitude de Rinderberg (2 008 m) via une étape intermédiaire à Eggweid (1 458 m). Une longue et relativement large piste bleue - la seule éclairable artificiellement pour la pratique du ski nocturne - permet le retour en station. Du sommet, il est possible de relier une des extrémités du domaine, vers Sankt Stephan, qui est desservie par deux télésièges. Celui partant du village (977 m) est un 2-places datant de 1981. La piste située sous la remontée est soumise à un manque de neige marqué en fin de saison, imposant souvent de devoir emprunter l'installation pour la descente. Le deuxième télésiège, 4-places débrayable construit en 2005, permet de relier le point culminant du domaine, le Parwengesattel (1993 m). Pour relier le cœur du domaine depuis Zweisimmen, le plus rapide est toutefois de transiter par le lieu-dit Oeschseite, équipé de deux télésièges 2-places débrayables.
Du sommet du domaine, deux courts télésièges 4-places débrayables de 2008 permettent de franchir la petite vallée et de relier le domaine de Saanenmöser et de Schönried. Un télécabine 6-places construit en 1980 part de Saanenmöser (1 272 m) en direction des hauteurs de Zweisimmen. Depuis sa gare intermédiaire part un télésiège 3-places débrayable desservant l'essentiel du cœur du domaine. Cinq téléskis relativement courts doublent cette remontée ou desservent les extrémités sommitales. Un snowpark a été aménagé à cet endroit. Le village de Schönried (1 230 m) est quant à lui équipé d'un unique télésiège 3-places débrayable construit en 1984, qui relie le lieu-dit de Horneggli (1 770 m).
La saison hivernale dure généralement de début décembre à la mi-avril.
Une piste de luge de 3,5 km de long et 350 m de dénivelé part du village de Sparenmoos (sur une montagne située face au domaine skiable) et relie Zweisimmen.
Il est possible de pratiquer le ski de fond dans la vallée, à Sparenmoos (31 km, 3 boucles), entre Zweisimmen et Sankt Stephan (13 km), et entre Schönried et Saanenmöser (18 km, 4 boucles).

## Personnalité liée à Zweisimmen
- Rita Famos, (1966-), née à Zweisimmen, pasteure.